# 小野晃嗣
小野 晃嗣（おの こうじ、1904年12月18日 - 1942年3月24日）は、日本の歴史家。旧名は小野均。

## 経歴
岡山県岡山市生まれ。1925年第六高等学校、1928年東京帝国大学文学部国史学科をそれぞれ卒業。卒業論文は「近世城下町の研究」。同年から東京帝国大学史科編纂所に勤務、1937年史料編纂官となる。主に『読史備要』の作成、『大日本史料』の編纂を担当。近世都市と中世商業の研究を進めた。